# 西樵山国艺影视城
西樵山国艺影视城（英語：Xiqiao National Arts Film Studio），位于广东省佛山市南海区西樵山南部，是香港国艺集团斥资14亿元兴建的集影视、旅游、休闲与宗教于一体的大型旅游项目，2015年7月18日正式对外开业，拥有明清古建筑群、广州街、香港街、上海街、西樵黄大仙祠等景区，其中電影拍攝基地佔地37.4万平方米，包括12万平方米的湖泊水景及多間室內及室外的攝影棚，为众多香港影视剧的取景地。

## 历史
为拍摄叶问系列电影，2010年9月，香港国艺集团与佛山市南海区西樵镇政府签订发展计划，双方共建国艺影视城。2012年起正式对剧组开放，首个进驻剧组为《叶问：终极一战》，2014年7月全面对外开放。

## 景区

### 明清古建筑群
由京城宫殿、皇家园林、王府衙门、徽派大宅等四大建筑系列组成。
- 永定门城楼
- 明清宫苑：以紫禁城为蓝本，包括午门、金水桥、太和殿、乾清宫等景观。
- 恭王府
- 魏府大宅
- 徽派建筑大宅
- 衙门

### 广州街
展现清朝末期至民初时期的广州风貌。
- 太古仓
- 天字码头
- 西关大屋
- 十三行
- 骑楼
- 怡红院

### 香港街
展现20世纪30年代至70年代时期的香港风貌。
- 香港景区：占地约22.5亩，以大笪地为中心，分布弥敦道、尖沙咀、皇后大道中、旺角等街景。
- 九龙寨城景区：占地约5.1亩，仿照九龙寨城1993年被拆卸前的原貌而建。

### 上海街
以民国时期的上海为时代背景。
- 百乐门舞厅
- 礼查饭店
- 上海先施公司大楼
- 石库门
- 女青年会大楼
- 颐丰洋行
- 益丰洋行

### 黄大仙祠
2011年7月19日正式对外开放。占地5380平方米，主殿供奉黄大仙、吕祖、王重阳，为当地知名的道教圣地。

## 取景作品

### 电影
- 《叶问：终极一战》
- 《叶问外传：张天志》
- 《致命追击》
- 《锋味江湖之决战食神》
- 《追龙》
- 《新喜剧之王》
- 《风再起时》
- 《水饺皇后》

### 电视剧
- 《情逆三世缘》
- 《巾帼枭雄之谍血长天》
- 《守业者》
- 《公公出宫》
- 《超时空男臣》
- 《大帅哥》
- 《橙红年代》

### 综艺节目
- 《我们来了2》（第三、四期）
- 《高能少年团》（第二季第七期）
- 《奔跑吧》（第三季第五期）